# 江苏护理职业学院
江苏护理职业学院是成立于1958年的一所全日制普通高等职业学校，位于淮安，有科技路校区和黄河路校区。该校学生曾因参与救人而被多次报道。该校的“透明食堂”也被媒体关注过。
现任校长姜统华。